# 錢江䱻
钱江䱻（学名：Hemibarbus qianjiangensis）为輻鰭魚綱鯉形目鲤科䱻屬的鱼类。在中国，分布于钱塘江下游等，主要生活于江河湖泊缓流区。该物种的模式产地在浙江桐庐。體長可達58公分。

## 扩展阅读
維基物種上的相關：钱江䱻